# Somaly Mam
Somaly Mam (khmer : ម៉ម សុម៉ាលី /mɑːm sɔmaliː/ également orthographié ម៉ម សូម៉ាលី), née en 1970 ou 1971, est une personnalité cambodgienne responsable d'une association de protection contre les méfaits du trafic d'êtres humains et des violences sexuelles envers les petites filles et jeunes filles au Cambodge.

## Biographie
L'histoire de l'enfance de Somaly Mam est relatée dans son livre "Le silence de l'innocence" paru en 2005. Elle y retrace non seulement les violences qu'elle a subies mais également comment elle s'en est sortie et a décidé ensuite d'agir pour aider d'autres victimes comme elle. La version qu'elle donne dans ses discours publics et qu'elle a écrite dans son autobiographie est contestée en 2013. Quoi qu'il en soit, les actions de Somaly Mam et de l'AFESIP continuent et ce sont des milliers de victimes qui ont été aidées par leurs soins depuis la création de l'association.
Elle a créé, avec son ex-mari Pierre Legros, l'association AFESIP (Agir pour les femmes en situation précaire) en 1996 au Cambodge, une ONG à vocation internationale qui s'est développée depuis lors en Thaïlande, au Vietnam et au Laos, et qui a pour objectifs le sauvetage et la réinsertion sociale des personnes victimes de ces sévices. Malgré les menaces et les représailles dont elle est la cible, Somaly Mam a pu venir en aide à des milliers de fillettes et adolescentes contraintes à la prostitution.
Plusieurs personnalités ont œuvré avec elle, en particulier les actrices américaines Laurie Holden, Annalynne McCord et Susan Sarandon. Des artistes tel-le-s que Sana Musasama et Thomas Mustaki se sont également mobilisé-e-s.
Somaly Mam a été lauréate du prix Princesse des Asturies en coopération internationale en 1998.
Protégée par la reine d'Espagne, le gouvernement espagnol devait apporter, en 2007 et 2008, 697 000 euros de donations à son association.
Depuis 2009, la fondation australienne Project Futures vient en aide à Somaly Mam en soutenant les actions de l'association AFESIP.
En octobre 2013, le groupe Estée Lauder ouvrait, en collaboration avec la Fondation Somaly Mam, le Somaly Mam Beauty Salon, un centre de formation au maquillage et aux professions d'esthéticiennes. Le groupe Estée Lauder financera trois ans ce centre de formation, censé devenir financièrement autonome en 2016.
Depuis 2013, la fondation suisse Fondation Solyna vient en aide à Somaly Mam en soutenant les actions de l'association AFESIP.
En 2018, sa fille Adana Mam-Legros suit les traces de sa mère en devenant artiste et activiste. Elle est présidente et cofondatrice de Generation C, un mouvement artistique socialement axé sur un changement de paradigme vers une civilisation plus emphatique, favorisant l’intelligence émotionnelle, l’éthique et la responsabilité.
Depuis 2019, l'association AFESIP possède un centre unique à Phnom Penh où sont logées les rescapées. Les fillettes et jeunes filles qui y résident sont âgées de 1 à 18 ans et son en majorité des victimes de violences sexuelles. Elles sont recueillies, soignées, éduquées et réinsérées par l'équipe de Somaly Mam sur place.
Le gouvernement Cambodgien, en la personne du Premier Ministre Hun Sen et de sa femme, soutien également les actions de l'association AFESIP depuis de nombreuses années.
En janvier 2023, le Premier Ministre prononce son discours officiel du nouvel an au sein du centre de l'AFESIP qui est retransmit dans tout le pays à la télévision. Il inaugure par la même occasion le nouveau centre qu'il a fait construire pour les victimes résidentes et annonce également son soutien financier aux actions menées par l'AFESIP. Finalement, il accède à la demande de Somaly Mam de changer la loi qui obligeait jusqu'alors les victimes, même celles âgées de moins de 5 ans, à témoigner devant le juge en présence de leur(s) agresseur(s). Le 4 janvier, le ministre de la Justice a ainsi annoncé qu'une victime mineure âgée de moins de 10 ans dans une affaire pénale d'agression ou de violence sexuelle n'aurait désormais plus l'obligation de se présenter au tribunal en personne et pourrait donner son témoignage à son avocat-e directement.
Somaly Mam est aujourd'hui accompagnée d'une équipe de professionnel-le-s composée à 80% de survivantes. Celles-ci ont intégré le centre lorsqu'elles étaient encore enfants ou adolescentes et se sont ensuite formées à des métiers leur permettant de participer aux actions de l'AFESIP. Ainsi, l'infirmière et la psychologue du centre sont par exemple d'anciennes victimes qui, soutenues par Somaly Mam, ont suivi des études universitaires et se sont reconstruites. Un magnifique exemple de la résilience des victimes et des actions menées par l'association AFESIP au Cambodge.

### Controverse sur l'autobiographie de son enfance
D'après son livre "Le silence de l'innocence" paru en 2005, elle est tombée dès l'enfance dans un réseau d'esclavage sexuel. Enfant battue, violée et torturée, elle se fait porte-parole à trente ans des femmes et enfants livrés à la torture dans les bordels cambodgiens.
Le 12 octobre 2013, sortait l'enquête du Cambodia Daily. Deux journalistes, Simon Marks et Phorn Bopha, ont mis en doute les témoignages de fillettes ou adolescentes recueillis et popularisés par Somaly Mam. Ainsi, Meas Ratha, alors âgée de 14 ans (née en 1981), qui avait fait l'objet d'un reportage de France 2 pour Envoyé spécial en 1998, a concédé que son témoignage lui avait été dicté « afin de venir en aide à des victimes ». Daphne Bramham, du Vancouver Sun, dupée par des témoignages fournis par Somaly Mam en novembre 2010, et d'autres journalistes, ont rapidement relayé l'information,. Elle a dû démissionner en mai 2014 à la suite des révélations de la presse anglo-saxonne.
Pierre Legros, séparé d'elle depuis 2004, a considéré que son ex-épouse était devenue « une grande actrice », a rapporté El Mundo. Devant l'Assemblée générale des Nations unies, Somaly Mam avait déclaré que neuf fillettes ou adolescentes avaient été assassinées alors qu'elles avaient été recueillies par son association. Elle a concédé par la suite qu'elle les avait logées dans l'hôtel Chai Hour 11.
L'équipe de l'association AFESIP ainsi que les victimes aidées par Somaly Mam ont quant à elles annoncé leur soutien à celle avec qui elles travaillent ou qui les a sauvées. Aujourd'hui encore, les survivantes témoignent de l'aide qu'elles ont reçues et considèrent pour la plupart Somaly Mam comme une mère.

## Honneurs et récompenses
(du plus récent au plus ancien)
- The Guardian Top 100 Women: Activists and Campaigners, 2011
- The Daily Beast Women in the World, 2011
- TIME magazine's 100 most influential people, avec le mot d'accompagnement écrit par l'actrice Angelina Jolie, 2009
- World's Children's Prize pour les droits de l’enfant en Suède pour sa "lutte dangereuse" pour défendre les droits des enfants au Cambodge, 2008
- Roland Berger Human Dignity Award 2008
- Honorary Doctor of Public Service from Regis University (2007)
- CNN Hero, 2006
- Porte-drapeau olympique, cérémonie d’ouverture des Jeux olympiques d’hiver à Turin en Italie, 2006
- Glamour magazine "Woman of the Year", 2006
- U.S. State Department "Heroes of Anti-Trafficking" award, 2005
- Princess of Asturias Award pour la coopération internationale en présence de la Reine Sofia d’Espagne, 1998

Pas de date donnée:
- "Mimosa D'Oro"
- Festival du Scoop Prize, France
- Excmo Ayuntaniento de Galdar Concejalia de Servicio Sociale, Spain

## Œuvre publiée
- Somaly Mam, Le silence de l'innocence, Paris, Editions Anne Carrière, coll. « Document », 21 septembre 2005, 212 p. (ISBN 978-2-84337-336-7, LCCN 2005483080)

### Traductions avérées
- Allemande : (de) Somaly Mam (trad. Olaf Matthias Roth), Das Schweigen der Unschuld : mein Weg aus der Kinderprostitution und der Kampf gegen die Sex-Mafia in Asien, Berlin, Marion von Schröder, 31 mars 2006, 222 p. (ISBN 978-3-547-71108-0, OCLC 179998375)
- Anglaise : (en) Somaly Mam (trad. Ruth Marshall), The road of lost innocence, New York, Spiegel & Grau, septembre 2008, 1re éd., 193 p. (ISBN 978-0-385-52621-0, LCCN 2008028302)
- Néerlandaise : (nl) Somaly Mam (trad. Noor Koch), De stilte van de onschuld, Amsterdam, Pimento, 2006, 1re éd., 192 p. (ISBN 90-499-9966-2)

### Traductions probables
Les droits de traduction ont été vendus aux éditeurs suivants
- Italie : Corbaccio
- Japon : Bungei Shunju
- Amérique Latine : Destino
- Espagne (vente) : Destino
- Espagne (club) : Circulo de Lectores
- Suède : Damm.